# المعهد الوطني للبحوث الزراعية بتونس

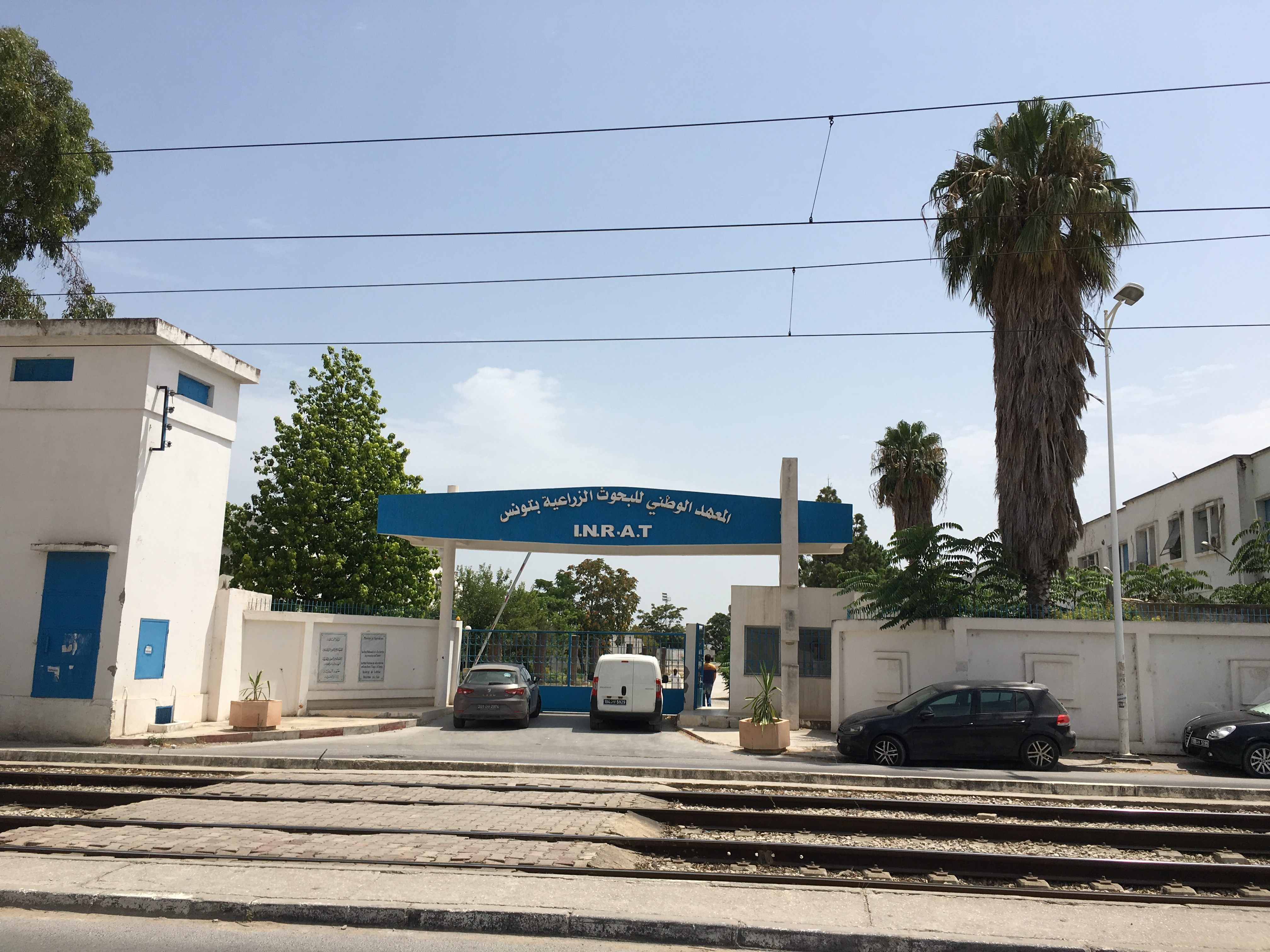
مدخل المعهد، 2019.

المعهد الوطني للبحوث الزراعية بتونس ويعرف اختصارا بـ (INRAT). يقع في ولاية تونس بالتحديد فيالمركز العمراني الشمالي وقد تأسس سنة 1911 بهدف البحوث في مجال الزراعات الكبرى وإيجاد أصناف جديدة من النبات. يعمل المعهد أيضا على دمج العديد من أصناف خرفان تونس

## محتوياته
يحتوي المعهد على 7 مراكز بحث والإدارة العامة، كما يحتوي على حديقة تضم العديد من أصناف الأشجار والنباتات البرازيلية والصينية كذلك، ثم العديد من الأصناف الأخرى. بالإضافة إلى تشييد كل من المقهى وقاعة للمؤتمرات ومشاريع الصرف الصحي والطرقات والبيوت المكيفة لحفظ النباتات والأشجار ويحتوي محطة التزود بالوقود وورشة لصيانة السيارات والمعدات مغازة لبيع مستلزمات التنظيف .

## المشرف
يُشرف على المعهد وزارة الفلاحة التونسية